# Aéroport de Xining Caojiabao
L'aéroport de Xining Caojiabao (code IATA : XNN • code OACI : ZLXN) est un aéroport desservant Xining, la capitale de la province de Qinghai, en Chine. Il est situé dans le Xian autonome tu de Huzhu, dans la Préfecture de Haidong, à environ 30 kilomètres à l'est du centre-ville de Xining. L'activité de l'aéroport débute en 1991, et en octobre 2011, une nouvelle piste de 3 800 mètres de long vient remplacer l'ancienne,.

## Situation

### Carte des 50 premiers aéroports de Chine
| \| 500 km1:25 016 000 \| Baotou Canton Changchun Changsha Chengdu-CTU Chengdu-TFU Chongqing Dalian Fuzhou Guilin Guiyang Haikou Hailar Hangzhou Harbin Hefei Hohhot Jinan Jinghong Kunming Lanzhou Lhassa Lijiang Nanchang Nankin Nanning Ningbo Pékin · Capitale Pékin · Daxing Qingdao Quanzhou Sanya Shanghaï-Pudong Shanghaï-Hongqiao Shantou-Chaozhou-Jieyang Shenyang Shenzhen Shijiazhuang Taiyuan Tianjin Ürümqi Wenzhou Wuhan Suzhou Xiamen Xi'an Xining Yantai Yinchuan Zhengzhou Zhuhai-Jinwan |
| 500 km1:25 016 000 |

## Compagnies aériennes et destinations
| Compagnies               | Destinations |
| ------------------------ | --- |
| Air China                | Pékin-Capitale, Chengdu-Shuangliu, Tianjin Binhai |
| Beijing Capital Airlines | Pékin-Capitale |
| China Eastern Airlines   | - Pékin-Capitale, - Chengdu-Shuangliu, - Dalian-Zhoushuizi, - Delingha (zh), - Dunhuang, - Golmud, - Golog-Maqin, - Guilin-Liangjiang, - Guiyang, - Hangzhou-Xiaoshan, - Hefei, - Mangnai (zh), - Kunming-Changshui, - Nanchang-Changbei, - Nankin, - Ningbo, - Ordos Ejin Horo, - Qingdao-Jiaodong, - Sanya-Phénix, - Shanghai-Hongqiao, - Shanghai-Pudong, - Shantou-Chaozhou-Jieyang, - Taiyuan-Wusu, - Xi'an-Xianyang, - Xiamen-Gaoqi, - Wuxi/Suzhou, - Yushu Batang, - Zhengzhou |
| China Eastern Airlines   | Hong Kong |
| China Southern Airlines  | Pékin-Capitale, Changsha, Canton-Baiyun, Guiyang, Hangzhou-Xiaoshan, Shenzhen-Bao'an, Ürümqi-Diwopu, Xi'an-Xianyang, Zhuhai |
| Chongqing Airlines       | Chongqing-Jiangbei, Wenzhou-Longwan |
| China Express Airlines   | Dalian-Zhoushuizi, Hohhot, Yulin (en) |
| Hainan Airlines          | Pékin-Capitale, Nankin, Shenzhen-Bao'an, Xi'an-Xianyang |
| Juneyao Airlines         | Shanghai-Pudong, Xi'an-Xianyang, Zhengzhou |
| Loong Air                | Hangzhou-Xiaoshan |
| Okay Airways             | Changsha, Ürümqi-Diwopu |
| Shandong Airlines        | Qingdao-Jiaodong, Jinan, Xi'an-Xianyang, Yinchuan Hedong |
| Shenzhen Airlines        | Canton-Baiyun, Nankin, Shenzhen-Bao'an, Shenyang, Wuhan, Xi'an-Xianyang |
| Sichuan Airlines         | Beihai-Fucheng, Chengdu-Shuangliu, Chongqing-Jiangbei, Hangzhou-Xiaoshan, Lhassa-Gonggar, Mianyang Nanjiao, Sanya-Phénix, Xi'an-Xianyang |
| Tibet Airlines           | Chengdu-Shuangliu, Lhassa-Gonggar, Nankin |
| XiamenAir                | Fuzhou-Chánglè, Hangzhou-Xiaoshan, Wuhan, Xi'an-Xianyang, Xiamen-Gaoqi |

Édité le 13/04/2018